# Melekşesolak, Geyve
Melekşesolak là một xã thuộc huyện Geyve, tỉnh Sakarya, Thổ Nhĩ Kỳ. Dân số thời điểm năm 2008 là 230 người.